# Naftowyk Dolina
Naftowyk Dolina (ukr. Футбольний клуб «Нафтовик» Долина, Futbolnyj Kłub "Naftowyk" Dołyna) – ukraiński klub piłkarski z siedzibą w Dolinie w obwodzie iwanofrankiwskim.
Do 2008 roku występował w rozgrywkach ukraińskiej Drugiej Ligi. 

## Historia
Chronologia nazw:
- 1955—25 marca 2008: Naftowyk Dolina (ukr. «Нафтовик» Долина)
- 2009—...: Naftowyk Dolina (ukr. «Нафтовик» Долина)

Drużyna piłkarska Naftowyk Dolina została założona w 1955 roku. Zespół występował w rozgrywkach Mistrzostw i Pucharu obwodu iwanofrankiwskiego.
W 1997 roku otrzymał status klubu profesjonalnego. Od sezonu 1997/98 występował w Drugiej Lidze, Grupie A. W sezonie 2007/08 klub ukończył tylko 19 kolejek. Postanowieniem Biura PFL od dnia 25 marca 2008 roku został skreślony z listy PFL. Klub rozformowano.
Na początku 2009 klub został odrodzony i jako drużyna amatorska nadal występuje w rozgrywkach Mistrzostw oraz Pucharu obwodu iwanofrankiwskiego.

## Sukcesy
- 4 miejsce w Drugiej Lidze:

2002/03
- 1/16 finału Pucharu Ukrainy:

2005/06
- Mistrz obwodu iwanofrankiwskiego (9x):

1964, 1979, 1980, 1983, 1984, 1989, 1990, 1993/94, 1996/97
- Zdobywca Pucharu obwodu iwanofrankiwskiego (5x):

1962, 1968, 1980, 1988, 1989

## Inne
- Prykarpattia Iwano-Frankiwsk
- Spartak Iwano-Frankiwsk